# La Chapelle-Caro
La Chapelle-Caro (Chapel-Karozh trong tiếng Bretagne) là một xã ở tỉnh Morbihan trong vùng Bretagne tây bắc Pháp. Xã này có diện tích 16,49 km², dân số năm 1999 là 1200 người. Khu vực này có độ cao từ 15-117 mét trên mực nước biển.
Cư dân của La Chapelle-Caro danh xưng trong tiếng Pháp là Chapellois.